# Waltham Forest
Waltham Forest és un districte londinenc, del Regne Unit. Exactament de l'àrea coneguda com a Est de Londres. Una cinquena part del districte és àrea forestal. Walham Forest és un dels cinc districtes de Londres que serà seu dels Jocs Olímpics d'Estiu de 2012.

## Barris de Waltham Forest
El districte de Waltham Forest està format pels següents barris:
| - Bakers Arms - Cann Hall - Chingford - Chingford Hatch - Friday Hill - Highams Park | - Lea Bridge Road - Leyton - Leytonstone - Walthamstow - Walthamstow Village |